# 820-ті до н. е.

## Події
Ашур-дані-аплу, старший син царя Салманасара ІІІ, очолив повстання ассирійських міст проти царя. Салманасар доручив наступнику трону Шамші-Ададу придушити повстання.

## Правителі
- фараони Єгипту Шешонк III та Такелот II;
- цар Араму Газаїл;
- царі Ассирії Шульману-ашаред III та Шамші-Адад V;
- цар Вавилонії Мардук-закір-шумі I;
- цар Ізраїлю Єгу;
- цар Юдеї Йоас;
- цар Тіру Пігмаліон;
- царі Урарту Сардурі I та Ішпуїні;